# 藤普杜音樂廳
藤普杜音樂廳（德語：Tempodrom）是德國柏林的一座建築，開幕於1980年，最初位於柏林牆西側的波茨坦廣場。藤普杜音樂廳最初是一個巨大的帳篷。經過多次遷址後，自2001年開始，藤普杜音樂廳搬遷到十字山的舊安哈爾特火車站上，並成為永久性建築，在2002年竣工。